# Derek Chauvin
Derek Michael Chauvin (Oakdale, 19 de março de 1976) é um ex-policial norte-americano que ficou conhecido por assassinar George Floyd, um homem afro-americano de 46 anos, em Minneapolis. Chauvin foi membro do Departamento de Polícia de Minneapolis de 2001 a 2020. Em sua carreira, Chauvin foi alvo de 18 queixas registradas oficialmente contra ele e esteve envolvido em três tiroteios policiais, um dos quais ele assassinou uma pessoa. Ele recebeu duas cartas de repreensão por má conduta. Em 25 de maio de 2020, durante uma prisão feita com outros três policiais, Chauvin ajoelhou-se no pescoço de George Floyd por cerca de nove minutos, enquanto Floyd estava algemado e deitado de bruços na rua, suplicando: "não consigo respirar". Chauvin foi demitido pelo Departamento de Polícia de Minneapolis (MPD) em 26 de maio e preso em 29 de maio. O assassinato desencadeou uma série de protestos em Minneapolis-Saint Paul e no resto dos Estados Unidos, mais tarde se espalhando pelo mundo.